# Rio Coropceni
O Rio Coropceni é um rio da Romênia, afluente do Vasluieţ, localizado no distrito de Iaşi.